# Decemviri
Decemviri (Singular Decemvir) ist der lateinische Ausdruck für „Zehn Männer“, womit in der Römischen Republik jede Kommission bezeichnet wurde, die aus zehn Männern mit Sondervollmachten bestand (vergleiche „Triumviri“ – „Drei Männer“), die zum Teil sogar die gewählten Konsuln ersetzten, um eine gestellte Aufgabe zu lösen.
Bekannte Decemviri-Kommissionen sind:
- Decemviri legibus scribundis: führte 451 v. Chr. bis 449 v. Chr. zum Zwölftafelgesetz
- Decemviri stlitibus iudicandis: das römische Schwurgericht für Zivilsachen, später die Vorsitzenden der Gerichtshöfe
- Decemviri sacris faciundis: Priesterkollegium, das die Sibyllinischen Bücher und die Apollinischen Spiele verwaltete; später auf 15, zeitweise 16 Mitglieder erweitert, siehe Quindecimviri sacris faciundis
- Decemviri agris dandis adsignandis: Von Zeit zu Zeit einberufenes Kollegium für die Vermessung und Verteilung des öffentlichen Grund und Bodens (ager publicus)